# Noviodunum ad Istrum
Noviodunum ad Istrum était une cité romaine qui s'est développée autour de la forteresse légionnaire et du port naval près de l'actuelle ville d'Isaccea. Située dans la province romaine de Mésie, elle était le quartier général de la flotte romaine du Danube (Classis Flavia Moesica) située sur le Bas-Danube et, à partir du IVe siècle apr. J.-C., le quartier général de la Legio Iovia (Scythica).
À partir de 46 apr. J.-C., la forteresse faisait partie du système défensif frontalier du limes mésien sur le Danube. Dans l'Antiquité tardive, la voie impériale partant de Marcianopolis s'y terminait.

## Histoire

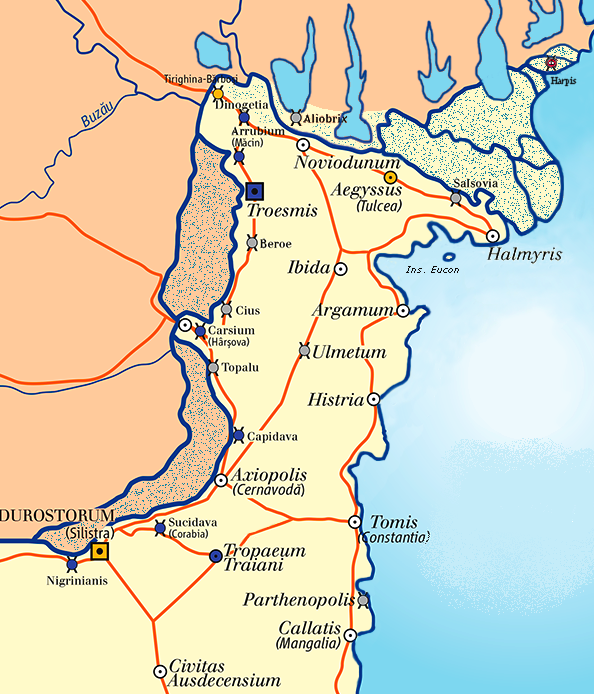
Mésie Orientale et tracé du limes Moesiae.

Noviodunum passa sous contrôle romain avec l'annexion de la Thrace en 46 apr. J.-C., puis fut rattachée à la province romaine de Mésie.
La position stratégique du fort permit aux Romains de surveiller et de contrôler la frontière de l'ensemble du limes mésien le long de cette section du Danube.
Il devint le principal port de la Classis Flavia Moesica et un centre militaire de la région sous Domitien, puis après la conquête de la Dacie par Trajan. Des vexillationes de la Legio V Macedonica y furent détachées, au moins jusqu'au règne de Marc Aurèle. Viennent ensuite les vexillationes de la Legio I Italica.
L'établissement civil devint un municipe à la fin du IIe siècle.
Il fut probablement détruit durant la seconde moitié du IIIe siècle, lors des invasions massives des Goths et des Hérules. Sous Dioclétien (r. 284-305), la Legio I Iovia fut créée et basée ici.
Elle fut reconstruite sous le règne de Constantin le Grand (après 324) lors des campagnes militaires et placée sous le commandement du Dux Scythiae.
En 369, l'empereur Valens traversa le Danube depuis Noviodunum et livra la bataille de Noviodunum contre Athanaric et les Tervingi, où Valens remporta la victoire et prit le titre de Gothicus Maximus.
Entre 434 et 441, la ville et sa base navale furent occupées par les Huns, puis retournèrent sous domination romaine pour faire partie de l'Empire byzantin.
La ville survécut jusqu'au VIIe siècle.
La zone a fait l'objet de fouilles récentes, qui ont mis en évidence son importance.

## Le site

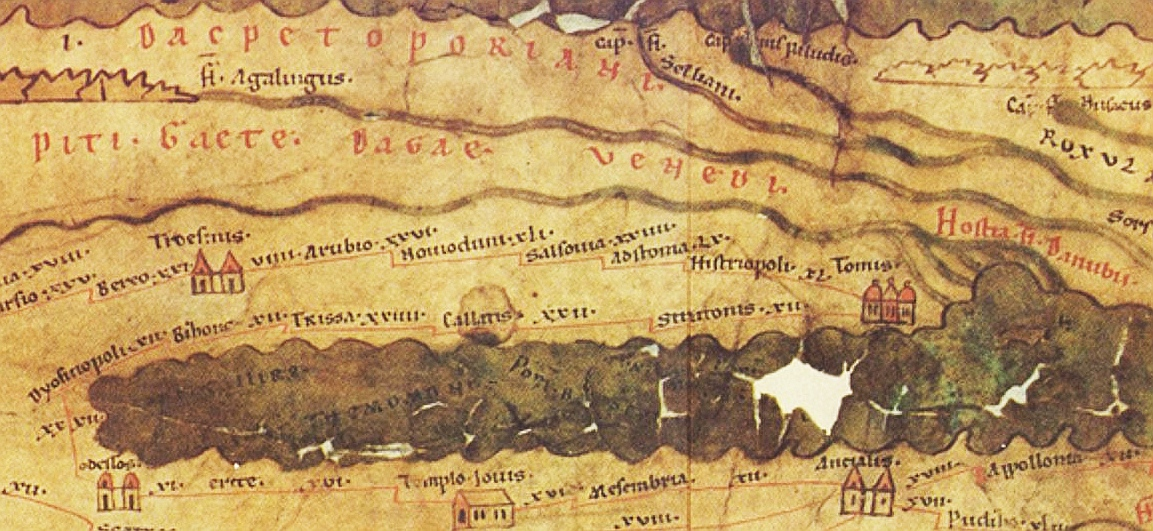
Noviodunum sur la Tabula Peutingeriana.

La zone entourée de remparts couvre environ 9 ha, divisée en deux enceintes distinctes, datant d'au moins avant le IVe siècle, comprenant le quartier général de la flotte du Danube et la ville fortifiée de la fin du IIe siècle. Un second établissement civil d'au moins sept hectares, dépendant de la garnison militaire, se trouverait à l'intérieur des trois immenses remparts en terre.
Dans les années 1990, trois tours ont été mises au jour sur la courtine sud : une tour en éventail à l'angle, une tour en U et la Grande Tour, l'une des plus grandes tours jamais construites par les Romains. Ces tours, reliées par la courtine, large de près de 3 m, s'étendent sur 80 m.